# Пам'ятки історії Волноваського району
У Волноваському районі Донецької області на обліку перебуває 77 пам'яток історії.
| № пп | Охорон. номер | Найменування пам'ятки | Місцезнаходження пам'ятки                                                                                 | Рік встановлення               | Автор                                                | Рішення               |
| ---- | ------------- | --- | --- | ------------------------------ | ---------------------------------------------------- | --------------------- |
| 1.   | 941           | Братська могила радянських воїнів Південного фронту.                                                                               | Волноваський р-н, м. Волноваха, вул. Дачна.                                                               | 1954 р.                        | -                                                    | 17.12.1969 р. № 724   |
| 2.   | 925           | Братська могила партизанів громадянської війни.                                                                                    | Волноваський р-н, м. Волноваха, вул. Донецька, цвинтар № 2.                                               | 1957 р.                        | -                                                    | 17.12.1969 р. № 724   |
| 3.   | 940           | Братська могила радянських воїнів Південного фронту.                                                                               | Волноваський р-н, м. Волноваха, вул. Донецька, цвинтар № 2.                                               | 1950 р.                        | -                                                    | 17.12.1969 р. № 724   |
| 4.   | 2034          | Пам'ятник воїнам-визволителям, танкістам.                                                                                          | Волноваський р-н, м. Волноваха, вул. Леніна.                                                              | 1976 р.                        | Архітектор: Чередниченко І. С.                       | 19.04.1983 р. № 280р  |
| 5.   | 938           | Братська могила радянських воїнів.                                                                                                 | Волноваський р-н, м. Волноваха, пл. Леніна.                                                               | 1967 р.                        | Скульптор: Баранов М. А.                             |                       |
| 6.   | 983           | Пам'ятник В.І.Леніну | Волноваський р-н, м. Волноваха, пл. Леніна.                                                               | 1970 р.                        | Скульптор: Баранов М. А.                             | 17.12.1969 р. № 724   |
| 7.   | 2128          | Пам'ятник Чапаєву Василю Івановичу, полководцю, герою громадянської війни.                                                         | Волноваський р-н, м. Волноваха, центр.                                                                    | 1970 р.                        | -                                                    | 22.07.1987 р. № 338-р |
| 8.   | 3149          | Могила Бабіна К. Я, воїна-афганця, рядового.                                                                                       | Волноваський р-н, м. Волноваха, вул. Чижевського, цвинтар, сх. частина.                                   | 1984 р.                        | -                                                    | 14.07.1993 р. № 419   |
| 9.   | 3150          | Могила Березовського В. В, воїна-афганця, капітана.                                                                                | Волноваський р-н, м. Волноваха, вул. Чижевського, цвинтар, сх. частина.                                   | 1987 р.                        | -                                                    | 14.07.1993 р. № 419   |
| 10.  | 924           | Братська могила борців за владу Рад.                                                                                               | Волноваський р-н, м. Волноваха, вул. Ювілейна, цвинтар.                                                   | 1957 р.                        | -                                                    | 17.12.1969 р. № 724   |
| 11.  | 939           | Братська могила радянських воїнів Південного фронту і підпільників.                                                                | Волноваський р-н, м. Волноваха, вул. Ювілейна.                                                            | 1968 р.                        | Скульптор: Баранов М. А.                             | 17.12.1969 р. № 724   |
| 12.  | 964           | Братська могила радянських воїнів Південного фронту.                                                                               | Волноваський р-н, Волноваська м/р, с. Новопавлівка.                                                       | 1958 р.                        | -                                                    | 17.12.1969 р. № 724   |
| 13.  | 963           | Меморіальний комплекс: братська могила радянських воїнів Південного фронту і пам'ятник односельчанам. 3 поодинокі могили.          | Волноваський р-н, Волноваська м/р, с. Трудове.                                                            | 1951 р. рек. 1971 р.           | -                                                    | 17.12.1969 р. № 724   |
| 14.  | 935           | Братська могила радянських воїнів Південного фронту і пам'ятник односельчанам.                                                     | Волноваський р-н, Благодатненська сел./р, с-ще Благодатне.                                                | 1975 р.                        | -                                                    | 17.12.1969 р. № 724   |
| 15.  | 35            | Будинок лісового офіцера Великоанадольського зразкового лісництва.                                                                 | Волноваський р-н, Благодатненська сел./р, с-ще Комсомольський, територія Великоанадоль-ського лісництва.  | 1953 р.                        | -                                                    | 14.07.1993 р. № 419   |
| 16.  | 975           | Будинок, у якому у 1852 році містилась метеорологічна обсерваторія.                                                                | Волноваський р-н, Благодатненська сел./р, с-ще Комсомольський, територія Великоанадоль- ського лісництва. | 1952 р.                        | -                                                    | 14.07.1993 р. № 419   |
| 17.  | 982           | Пам'ятник Граффу В. Є., вченому-лісоводу.                                                                                          | Волноваський р-н, Благодатненська сел./р, с-ще Комсомольський, територія Технікуму лісового господарства. | 1910 р.                        | -                                                    | 17.12.1969 р. № 724   |
| 18.  | 942           | Братська могила радянських воїнів Південного фронту                                                                                | Волноваський р-н, Володимирівська сел./р, с-ще Володимирівка.                                             | 1958 р.                        | -                                                    | 17.12.1969 р. № 724   |
| 19.  | 943           | Братська могила радянських воїнів Південного фронту і пам'ятник односельчанам.                                                     | Волноваський р-н, Володимирівська сел./р, с-ще Володимирівка.                                             | 1956 р., 1973 р.               | -                                                    | 17.12.1969 р. № 724   |
| 20.  | 923           | Пам'ятник воїнам-визволителям 9-ї стрілецької дивізії.                                                                             | Волноваський р-н, Володимирівська сел./р, с-ще Володимирівка.                                             | 1967 р.                        | Скульптор: Баранов М. А. Архітектор: Казанська Л. П. | 17.12.1969 р. № 724   |
| 21.  | 965           | Братська могила радянських воїнів і пам'ятник односельчанам.                                                                       | Волноваський р-н, Новотроїцька сел./р, с-ще Новотроїцьке.                                                 | 1972 р., рек. 1987 р.          | -                                                    | 17.12.1969 р. № 724   |
| 22.  | 3151          | Могила Мітєва О. С, воїна-афганця, лейтенанта.                                                                                     | Волноваський р-н, Новотроїцька сел./р, с-ще Новотроїцьке, вул. Перемоги, цвинтар, півд. частина.          | 1986 р.                        | -                                                    | 14.07.1993 р. № 419   |
| 23.  | 949           | Братська могила радянських воїнів Південного фронту і пам'ятник односельчанам.                                                     | Волноваський р-н, Оленівська сел./р, с-ще Оленівка.                                                       | 1956 р., рек. 1970 р.          | -                                                    | 17.12.1969 р. № 724   |
| 24.  | 927           | Братська могила червоноармійців.                                                                                                   | Волноваський р-н, Оленівська сел./р, с-ще Оленівка.                                                       | 1925 р. рек. 1985 р.           | -                                                    | 17.12.1969 р. № 724   |
| 25.  | 968           | Братська могила радянських воїнів Південного фронту і пам'ятник односельчанам.                                                     | Волноваський р-н, Оленівська сел./р, с-ще Ольгинка                                                        | 1957 р., рек. 1967 р., 1985 р. | -                                                    | 17.12.1969 р. № 724   |
| 26.  | 926           | Братська могила воїнів Червоної Армії.                                                                                             | Волноваський р-н, Оленівська сел./р, с-ще Петрівське.                                                     | 1920 р. рек. 1957 р., 1985 р.  | -                                                    | 17.12.1969 р. № 724   |
| 27.  | 981           | Пам'ятник воїнам-односельчанам. | Волноваський р-н, Оленівська сел./р, с-ще Петрівське.                                                     | 1967 р.                        | -                                                    | 17.12.1969 р. № 724   |
| 28.  | 937           | Братська могила радянських воїнів Південного фронту і пам'ятник односельчанам.                                                     | Волноваський р-н, Анадольська с/р, с. Анадоль.                                                            | 1971 р.                        | -                                                    | 17.12.1969 р. № 724   |
| 29.  | 936           | Братська могила радянських воїнів Південного фронту і пам'ятник воїнам-визволителям.                                               | Волноваський р-н, Анадольська с/р, с. Новоолексіївка.                                                     | 1957 р. рек. 1985 р.           | -                                                    | 17.12.1969 р. № 724   |
| 30.  | 934           | Братська могила радянських воїнів Південного фронту і пам'ятник односельчанам.                                                     | Волноваський р-н, Андріївська с/р, с. Андріївка.                                                          | 1970 р.                        | Скульптор: Чередниченко І. С.                        | 17.12.1969 р. № 724   |
| 31.  | 1790          | Пам'ятник воїнам-односельчанам. | Волноваський р-н, Андріївська с/р, с-ще Доля.                                                             | 1972 р.                        | Архітектор: Чередниченко І. С.                       | 17.12.1969 р. № 724   |
| 32.  | 933           | Братська могила радянських воїнів і пам'ятник односельчанам.                                                                       | Волноваський р-н, Андріївська с/р, с. Любівка.                                                            | 1970 р.                        | -                                                    | 17.12.1969 р. № 724   |
| 33.  | 944           | Братська могила радянських воїнів Південного фронту і пам'ятник односельчанам.                                                     | Волноваський р-н, Валер'янівська с/р, с. Валер'янівка.                                                    | 1948 р. рек. 1968 р.           | -                                                    | 17.12.1969 р. № 724   |
| 34.  | 3153          | Могила Душі О. В, воїна-афганця, рядового.                                                                                         | Волноваський р-н, Валер'янівська с/р, с. Валер'янівка, вул. Радянська, цвинтар, сх. частина.              | 1985 р.                        | -                                                    | 14.07.1993 р. № 419   |
| 35.  | 3152          | Могила Фанди С. М, воїна-афганця.                                                                                                  | Волноваський р-н, Валер'янівська с/р, с. Благовіщенка, вул. Центральна, цвинтар, зах. частина.            | 1986 р.                        | -                                                    | 14.07.1993 р. № 419   |
| 36.  | 948           | Братська могила радянських воїнів і пам'ятник односельчанам.                                                                       | Волноваський р-н, Єгорівська с/р, с. Єгорівка.                                                            | 1956 р. рек. 1975 р.           | -                                                    | 17.12.1969 р. № 724   |
| 37.  | 951           | Братська могила радянських воїнів Південного фронту і пам'ятник односельчанам.                                                     | Волноваський р-н, Зачатівська с/р, с. Зачатівка.                                                          | 1961 р.                        | -                                                    | 17.12.1969 р. № 724   |
| 38.  | 952           | Братська могила радянських воїнів Південного фронту і пам'ятник односельчанам.                                                     | Волноваський р-н, Зачатівська с/р, с. Вільне.                                                             | 1955 р., 1963 р.               | -                                                    | 17.12.1969 р. № 724   |
| 39.  | 954           | Братська могила радянських воїнів Південного фронту і пам'ятник односельчанам.                                                     | Волноваський р-н, Златоустівська с/р, с. Златоустівка.                                                    | 1958 р., рек. 1975 р.          | Архітектор: Чередниченко І. С.                       | 17.12.1969 р. № 724   |
| 40.  | 953           | Братська могила радянських воїнів Південного фронту.                                                                               | Волноваський р-н, Златоустівська с/р, с. Веселе.                                                          | 1975 р.                        | -                                                    | 17.12.1969 р. № 724   |
| 41.  | 957           | Братська могила радянських воїнів Південного фронту.                                                                               | Волноваський р-н, Златоустівська с/р, с. Голубицьке.                                                      | 1946 р. рек. 1985 р.           | -                                                    | 17.12.1969 р. № 724   |
| 42.  | 956           | Братська могила радянських воїнів Південного фронту.                                                                               | Волноваський р-н, Златоустівська с/р, с. Затишне.                                                         | 1958 р.                        | -                                                    | 17.12.1969 р. № 724   |
| 43.  | 950           | Братська могила радянських воїнів Південного фронту і пам'ятник односельчанам.                                                     | Волноваський р-н, Златоустівська с/р, с. Затишне.                                                         | 1971 р.                        | -                                                    | 17.12.1969 р. № 724   |
| 44.  | 928           | Братська могила борців за радянську владу.                                                                                         | Волноваський р-н, Іванівська с/р, с. Іванівка.                                                            | 1925 р. рек. 1985 р.           | -                                                    | 17.12.1969 р. № 724   |
| 45.  | 958           | Братська могила радянських воїнів Південного фронту і пам'ятник односельчанам.                                                     | Волноваський р-н, Іванівська с/р, с. Іванівка.                                                            | 1955 р. рек. 1975 р.           | -                                                    | 17.12.1969 р. № 724   |
| 46.  | 929           | Братська могила воїнів громадянської війни.                                                                                        | Волноваський р-н, Краснівська с/р, с. Краснівка.                                                          | 1921 р.                        | -                                                    | 17.12.1969 р. № 724   |
| 47.  | 959           | Братська могила радянських воїнів Південного фронту.                                                                               | Волноваський р-н, Краснівська с/р, с. Краснівка.                                                          | 1957 р.                        | -                                                    | 17.12.1969 р. № 724   |
| 48.  | 985           | Могила Щербаня Є. О, українського громадського діяча, депутата Верховної Ради України.                                             | Волноваський р-н, Любівська с/р, с. Червоне, сільський цвинтар.                                           | 2000 р.                        | -                                                    | 21.06.2000 р. № 376   |
| 49.  | 960           | Братська могила радянських воїнів Південного фронту, односельчан — учасників громадянської війни і пам'ятник воїнам-односельчанам. | Волноваський р-н, Максимівська с/р, с. Максимівка.                                                        | 1975 р.                        | -                                                    | 17.12.1969 р. № 724   |
| 50.  | 967           | Братська могила радянських воїнів і пам'ятник односельчанам.                                                                       | Волноваський р-н, Микільська с/р, с. Микільське.                                                          | 1957 р. рек. 1972 р.           | -                                                    | 17.12.1969 р. № 724   |
| 51.  | 962           | Братська могила радянських воїнів.                                                                                                 | Волноваський р-н, Миколаївська с/р, с. Миколаївка.                                                        | 1965 р.                        | -                                                    | 17.12.1969 р. № 724   |
| 52.  | 1787          | Братська могила червоноармійців.                                                                                                   | Волноваський р-н, Миколаївська с/р, с. Миколаївка.                                                        | 1920 р.                        | -                                                    | 17.12.1969 р. № 724   |
| 53.  | 961           | Братська могила радянських воїнів Південного фронту.                                                                               | Волноваський р-н, Миколаївська с/р, с. Новогнатівка.                                                      | 1964 р.                        | -                                                    | 17.12.1969 р. № 724   |
| 54.  | 966           | Братська могила радянських воїнів Південного фронту і пам'ятник односельчанам.                                                     | Волноваський р-н, Новоандріївська с/р, с. Новоандріївка.                                                  | 1967 р., рек. 1985 р.          | -                                                    | 17.12.1969 р. № 724   |
| 55.  | 930           | Братська могила червоноармійців, радянських воїнів і пам'ятник односельчанам.                                                      | Волноваський р-н, Новоандріївська с/р, с. Кирилівка.                                                      | 1954 р., рек. 1970 р., 1990 р. | -                                                    | 17.12.1969 р. № 724   |
| 56.  | 969           | Братська могила радянських воїнів Південного фронту і пам'ятник односельчанам.                                                     | Волноваський р-н, Октябрська с/р, с. Октябрське.                                                          | 1964 р. рек. 1973 р.           | -                                                    | 17.12.1969 р. № 724   |
| 57.  | 970           | Братська могила радянських воїнів Південного фронту.                                                                               | Волноваський р-н, Октябрська с/р, с. Калініне.                                                            | 1962 р. рек. 1985 р.           | -                                                    | 18.12.1969 р. № 724   |
| 58.  | 931           | Братська могила червоних командирів, які загинули у боротьбі за Радянську владу.                                                   | Волноваський р-н, Прохорівська с/р, с. Прохорівка.                                                        | 1970 р.                        | -                                                    | 18.12.1969 р. № 724   |
| 59.  | 972           | Меморіальний комплекс на честь воїнів-визволителів, воїнів-односельчан, Губенка А. О., Героя Радянського Союзу                     | Волноваський р-н, Прохорівська с/р, с. Прохорівка.                                                        | 1954 р. 1975 р. 1978 р.        | -                                                    | 10.11.1984 р. № 663-р |
| 60.  | 973           | Братська могила радянських воїнів Південного фронту.                                                                               | Волноваський р-н, Прохорівська с/р, с. Чичерине.                                                          | 1956 р.                        | -                                                    | 18.12.1969 р. № 724   |
| 61.  | 974           | Братська могила радянських воїнів Південного фронту.                                                                               | Волноваський р-н, Рівнопільська с/р, с. Рівнопіль.                                                        | 1955 р. рек. 1985 р.           | -                                                    | 18.12.1969 р. № 724   |
| 62.  | 977           | Могила Марченко О.В, воїна-інтернаціоналіста.                                                                                      | Волноваський р-н, Рівнопільська с/р, с. Рівнопіль, вул. Лемехова, цвинтар, півд.-зах. част.               | 1993 р.                        | -                                                    | 29.03.1999 р. № 161   |
| 63.  | 932           | Братська могила борців за владу Рад.                                                                                               | Волноваський р-н, Свободненська с/р, с. Свободне.                                                         | 1920 р. рек. 1968 р.           | Скульптор: Баранов М. А.                             | 18.12.1969 р. № 724   |
| 64.  | 976           | Братська могила радянських воїнів Південного фронту пам'ятник односельчанам                                                        | Волноваський р-н, Свободненська с/р, с. Свободне.                                                         | 1964 р. рек. 1985 р.           | -                                                    | 18.12.1969 р. № 724   |
| 65.  | 1756          | Братська могила радянських воїнів Південного фронту і пам'ятник воїнам-односельчанам.                                              | Волноваський р-н, Свободненська с/р, с. Дмитрівка.                                                        | 1953 р. рек. 1985              | -                                                    | 17.12.1969 р. № 724   |
| 66.  | 955           | Братська могила радянських воїнів Південного фронту.                                                                               | Волноваський р-н, Хлібодарівська с/р, с-ще Хлібодарівка.                                                  | 1957 р.                        | -                                                    | 18.12.1969 р. № 724   |
| 67.  | 986           | Пам'ятник В.І.Леніну | Волноваський р-н, Новотроїцька сел./р, с-ще Новотроїцьке.                                                 | 1958 р.                        | -                                                    | 17.12.1969 р. № 724   |
| 68.  | 987           | Пам'ятник Ворошилову К. Є., державному діячеві.                                                                                    | Волноваський р-н, Володимирівська сел./р, с-ще Володимирівка.                                             | 1951 р.                        | Скульптор Гевеке П. П. Архітектор Кратко Б.          | 17.12.1969 р. № 724   |
| 69.  | 2088          | Пам'ятник В.І.Леніну | Волноваський р-н, Ольгинська сел./р, с-ще Ольгинка.                                                       | 1957 р.                        | -                                                    | 10.11.1989 р № 663р   |
| 70.  | 2087          | Пам'ятник В.І.Леніну | Волноваський р-н, Златоустівська с/р, с. Златоустівка.                                                    | 1957 р.                        | -                                                    | 10.11.1984 р № 663р   |
| 71.  | 85            | Пам'ятник воїнам-односельчанам. | Волноваський р-н, м. Волноваха, перехрестя вул. Донецької та вул. Трудової.                               | 1995 р.                        | -                                                    | 25.04.2004 р № 418    |
| 72.  | 1788          | Пам'ятник воїнам-землякам, робітникам локомотивного депо.                                                                          | Волноваський р-н, м. Волноваха, вул. Шевченка.                                                            | 1966 р.                        | -                                                    | 17.12.1969 р № 724    |
| 73.  | 1789          | Пам'ятник воїнам-односельчанам. | Волноваський р-н, Оленівська сел./р, с-ще Оленівка.                                                       | 1967 р.                        | -                                                    | 17.12.1969 р. № 724   |
| 74.  | 979           | Пам'ятник воїнам-односельчанам. | Волноваський р-н, Миколаївська с/р, с. Новогнатівка.                                                      | 1965 р.                        | -                                                    | 17.12.1969 р. № 724   |
| 75.  | 980           | Пам'ятник воїнам-односельчанам. | Волноваський р-н, Октябрська с/р, с. Калініне.                                                            | 1970 р. рек. 1983 р.           | -                                                    | 18.12.1969 р. № 724   |
| 76.  | 1791          | Пам'ятник воїнам-односельчанам. | Волноваський р-н, Благодатненська сел./р, с-ще Комсомольський.                                            | 1975 р.                        | -                                                    | 17.12.1969 р. № 724   |
| 77.  | 978           | Пам'ятник воїнам-односельчанам | Волноваський р-н Миколаївська с\р с. Миколаївка                                                           | 1977-р                         | -                                                    | 17.12.1969 р. № 724   |
|      |               | | |                                |                                                      |                       |